# Lista de prefeitos de Itanhaém
Esta é a lista de prefeitos e vice-prefeitos do município de Itanhaém, estado brasileiro de São Paulo.
O Município brasileiro de Itanhaém desde 1908 é administrada pelo Poder Executivo Municipal, a Prefeitura. Antes, a Administração da cidade cabia à Câmara Municipal de Vereadores.
De 1908 até 1930, o governo da cidade coube ao Intendente. A partir de 1930, com o fim da República Velha, até 1947, a cidade foi administrada ou por prefeitos eleitos indiretamente, através de eleição dos Vereadores na Câmara Municipal (podendo eles serem escolhidos entre os próprios vereadores, ou um cidadão externo); ou por interventores nomeados diretamente pelo Governo Federal ou Governo Estadual. A partir de 1948, o Prefeito sempre foi eleito por voto direto da população.
O prefeito a permanecer mais tempo na administração foi Miguel Simões Dias, o qual governou por dez anos ao longo de seus dois mandatos. O prefeito mais jovem a governar foi Totó Mendes, com 26 anos ao tomar posse em 1916. A terceira Mulher a ser eleita prefeita em toda a História do Brasil foi Spasia Albertina Bechelli Cecchi, em 1936. Itanhaém já foi governada por uma Junta Provisória de Governo, composta por três pessoas impostas pelo Governo Federal de Getúlio Vargas em 1930.
| Nº | Nome                                                        | Partido      | Vice-prefeito                             | Início do mandato       | Fim do mandato         | Observações                                                                          |
| 1  | João Baptista Leal                                          | PRP          | João Theodoro dos Santos                  | 17 de janeiro de 1908   | 6 de julho de 1915     | Prefeito e vice eleitos indiretamente                                                |
| 2  | Antônio Mendes da Silva Júnior, Totó Mendes                 | PRP          | —                                         | 7 de julho de 1915      | 5 de março de 1924     | Prefeito mais jovem da história do município                                         |
| 3  | Antônio Olívio de Araújo                                    | PRP          | Oscar Simões de Carvalho                  | 6 de março de 1924      | 18 de junho de 1925    | Prefeito e vice eleitos indiretamente                                                |
| 4  | Osório de Souza                                             | PRP          | —                                         | 19 de junho de 1925     | 8 de abril de 1926     | Prefeito eleito indiretamente                                                        |
| 5  | Oscar Simões de Carvalho                                    | PRP          | Avelino Camillo de Lima                   | 9 de abril de 1926      | 10 de setembro de 1926 | Prefeito e vice eleitos indiretamente                                                |
| 6  | Major Antônio Augusto Barros                                | PRP          | Antônio Ribeiro de Souza                  | 11 de setembro de 1926  | 27 de março de 1927    | Prefeito e vice eleitos indiretamente                                                |
| 7  | Oscar Simões de Carvalho                                    | PRP          | Antônio Ribeiro de Souza                  | 28 de março de 1927     | 15 de março de 1928    | Prefeito e vice eleitos indiretamente (2º mandato)                                   |
| 8  | Antônio Olívio de Araújo                                    | PRP          | Permínio Souza                            | 16 de março de 1928     | 4 de novembro de 1930  | Prefeito e vice eleitos indiretamente (2º mandato)                                   |
| —  | Tenente Augusto Cunha, Octacílio Dantas e Alberico Marietto | PRP          | —                                         | 5 de novembro de 1930   | 5 de janeiro de 1931   | Junta Governativa Provisória de Itanhaém, imposta pelo Governo de Getúlio Vargas     |
| 9  | Octacílio Dantas                                            | PRP          | —                                         | 6 de janeiro de 1931    | 10 de março de 1931    | Prefeito nomeado                                                                     |
| 10 | Sezesfredo Amorim Cortez                                    | PRP          | —                                         | 11 de março de 1931     | 31 de dezembro de 1931 | Prefeito nomeado                                                                     |
| 11 | Dermeval Pereira Leite                                      | PRP          | —                                         | 1º de janeiro de 1932   | 10 de outubro de 1935  | Prefeito nomeado                                                                     |
| 12 | Permínio de Souza                                           | PRP          | —                                         | 11 de outubro de 1935   | 30 de novembro de 1936 | Prefeito nomeado                                                                     |
| 13 | Spasia Albertina Bechelli Cecchi                            | PRP          | —                                         | 1º de dezembro de 1936  | 31 de dezembro de 1937 | Prefeita eleita (terceira Mulher a ser eleita prefeita em toda a História do Brasil) |
| 14 | José Plácido da Costa Silveira                              |              | —                                         | 1º de janeiro de 1938   | 5 de junho de 1940     | Prefeito nomeado                                                                     |
| 15 | Jorge Rossmann                                              |              | —                                         | 6 de junho de 1940      | 7 de junho de 1943     | Prefeito nomeado                                                                     |
| 16 | Paulo Filgueiras Junior                                     |              | —                                         | 8 de junho de 1943      | 16 de janeiro de 1945  | Prefeito nomeado                                                                     |
| 17 | José Cândido Tolosa de Oliveira Costa                       |              | —                                         | 17 de janeiro de 1945   | 27 de abril de 1945    | Prefeito nomeado                                                                     |
| 18 | Luiz da Mata Couceiro                                       |              | —                                         | 28 de abril de 1945     | 31 de outubro de 1945  | Prefeito nomeado                                                                     |
| 19 | José Cândido Tolosa de Oliveira Costa                       |              | —                                         | 1º de novembro de 1945  | 26 de setembro de 1946 | Prefeito nomeado (2º mandato)                                                        |
| 20 | Bernardo Antônio de Moraes                                  |              | —                                         | 27 de setembro de 1946  | 31 de dezembro de 1946 | Prefeito nomeado                                                                     |
| 21 | Theodomiro Manoel dos Santos                                |              | —                                         | 1º de janeiro de 1947   | 14 de agosto de 1947   | Prefeito nomeado                                                                     |
| 22 | João Mariano Ferreira                                       |              | —                                         | 15 de agosto de 1947    | 30 de novembro de 1947 | Prefeito nomeado                                                                     |
| 23 | Antônio Cerri Veiga                                         |              | —                                         | 1º de dezembro de 1947  | 30 de janeiro de 1948  | Prefeito nomeado                                                                     |
| 24 | Harry Forssell                                              |              | Fidelis Gasbarro                          | 31 de janeiro de 1948   | 31 de janeiro de 1952  | 1º Prefeito eleito por voto direto da história de Itanhaém                           |
| 25 | Dagoberto Nogueira da Fonseca                               | PTB          | Nerval Leal                               | 31 de janeiro de 1952   | 30 de janeiro de 1956  | Prefeito e vice eleitos em sufrágio universal                                        |
| 26 | Aurélio Ferrara                                             |              | Miguel Simões Dias                        | 31 de janeiro de 1956   | 30 de janeiro de 1960  | Prefeito e vice eleitos em sufrágio universal                                        |
| 27 | Harry Forssell                                              |              | Miguel Simões Dias                        | 31 de janeiro de 1960   | 30 de janeiro de 1964  | Prefeito e vice eleitos em sufrágio universal (2º mandato)                           |
| 28 | Dagoberto Nogueira da Fonseca                               |              | Miguel Simões Dias                        | 31 de janeiro de 1964   | 30 de janeiro de 1969  | Prefeito e vice eleitos em sufrágio universal (2º mandato)                           |
| 29 | Miguel Simões Dias                                          | ARENA        | Adhemar Martins Rivera                    | 31 de janeiro de 1969   | 30 de janeiro de 1973  | Prefeito e vice eleitos em sufrágio universal                                        |
| 30 | Orlando Bifulco Sobrinho                                    | ARENA        | Alderige Ferreira do Nascimento           | 31 de janeiro de 1973   | 31 de janeiro de 1977  | Prefeito e vice eleitos em sufrágio universal                                        |
| 31 | Miguel Simões Dias                                          | ARENA        | Raphael Luiz Pompeu Ferrara               | 1º de fevereiro de 1977 | 31 de janeiro de 1983  | Prefeito e vice eleitos em sufrágio universal (2º mandato)                           |
| 32 | Edson Baptista de Andrade                                   | PMDB         | Osmar Rodrigues                           | 1º de fevereiro de 1983 | 31 de dezembro de 1988 | Prefeito e vice eleitos em sufrágio universal                                        |
| 33 | Jaime Viudes Carrasco                                       | PMDB         | José Cláudio de Mori                      | 1º de janeiro de 1989   | 31 de dezembro de 1992 | Prefeito e vice eleitos em sufrágio universal                                        |
| 34 | Edson Baptista de Andrade                                   | PSD          | Miguel Simões Dias                        | 1º de janeiro de 1993   | 31 de dezembro de 1996 | Prefeito e vice eleitos em sufrágio universal (2º mandato)                           |
| 35 | João Viudes Carrasco                                        | PMDB         | João Molina Cervante                      | 1º de janeiro de 1997   | 31 de dezembro de 2000 | Prefeito e vice eleitos em sufrágio universal                                        |
| 36 | Orlando Bifulco Sobrinho                                    | PFL          | Alder Ferreira Valadão                    | 1º de janeiro de 2001   | 31 de dezembro de 2004 | Prefeito e vice eleitos em sufrágio universal (2º mandato)                           |
| 37 | João Carlos Forssell Neto                                   | PSDB         | Ruy Manoel Alves dos Santos (PSDB)        | 1º de janeiro de 2005   | 31 de dezembro de 2008 | Prefeito e vice eleitos em sufrágio universal                                        |
| 37 | João Carlos Forssell Neto                                   | PSDB         | Ruy Manoel Alves dos Santos (PSDB)        | 1º de janeiro de 2009   | 31 de dezembro de 2012 | Prefeito e vice reeleitos em sufrágio universal                                      |
| 38 | Marco Aurélio Gomes dos Santos                              | PSDB         | José Roberto Pereira do Nascimento (PMDB) | 1º de janeiro de 2013   | 31 de dezembro de 2016 | Prefeito e vice eleitos em sufrágio universal                                        |
| 38 | Marco Aurélio Gomes dos Santos                              | PSDB         | Tiago Rodrigues Cervantes (PSD)           | 1º de janeiro de 2017   | 31 de dezembro de 2021 | Prefeito reeleito e vice eleito em sufrágio universal                                |
| 39 | Tiago Rodrigues Cervantes                                   | PSDB         | Rodrigo Dias (Solidariedade)              | 1º de janeiro de 2021   | 31 de dezembro de 2024 | Prefeito e vice eleitos em sufrágio universal                                        |
| 39 | Tiago Rodrigues Cervantes                                   | Republicanos | José Renato Costa de Oliva (UNIÃO)        | 1º de janeiro de 2025   | atualmente             | Prefeito e vice eleitos em sufrágio universal                                        |